# 五點 (加利福尼亞州克恩縣)
五點（英語：Five Points）是位於美國加利福尼亞州克恩縣的一個非建制地區。該地的面積和人口皆未知。

## 地理
五點的座標為35°03′05″N 118°30′45″W / 35.05139°N 118.51250°W，而該地的平均海拔高度為2045米（即6709英尺）。